# Deuteronilus
Deuteronilus és una característica d'albedo a la superfície de Mart, localitzada amb el sistema de coordenades planetocèntriques a 34.68 ° latitud N i 360 ° longitud E. El nom va ser aprovat per la UAI l'any 1958 i fa referència a Deuteronilus, designació de la segona part de l'antiga característica d'albedo «Nilus».